# بيرت آدامز (لاعب كرة قاعدة)
بيرت آدامز (بالإنجليزية: Bert Adams)‏ هو لاعب كرة قاعدة أمريكي، ولد في 21 يونيو 1891 في وارتون في الولايات المتحدة، وتوفي في 24 يونيو 1940 في لوس أنجلوس في الولايات المتحدة.

## وصلات خارجية
- بيرتن آدامز على موقعبيزبول رفرنس.كوم (الدوري الرئيسي) (الإنجليزية)
- بيرتن آدامز على موقعبيزبول رفرنس.كوم (الدوري الثانوي) (الإنجليزية)
- بيرتن آدامز على موقع مشجعي الرسوم البيانية (الإنجليزية)